# Slimme bom
Een slimme bom is een gevechtswapen dat met behulp van elektronica zelf actief probeert zijn doel te bereiken. Voor dit doel worden gebruikt:
- een infraroodstraal die het doel aanwijst, in combinatie met een infraroodcamera in de bom
- of een GPS-systeem dat wordt voorgeprogrammeerd met de exacte coördinaten van het doel.